# 小南数麿
小南 数麿（こみなみ かずまろ、1967年11月1日 - ）は、日本のギタリスト、作曲家、編曲家、レコーディング・エンジニア。長崎県壱岐出身。愛称は「まろ」。

## 略歴
1989年よりプロギタリストとしてスタート。数々のアーティストのレコーディング、ライブに参加。
1999年、橋本拓也、田中直樹、沼井雅之、中野周一と共にロックバンドLUCKYS結成。2003年に脱退、バンド自体は2006年活動休止。
2004年12月よりソロアコースティック・ギターでのインストゥルメンタル音楽の活動を開始。
2005年、田中直樹、沼井雅之、中野周一らのn/（エヌ）ライブイベントにゲスト参加。以降、ユニットの一員として活動に参加している。

## 活動履歴
レコーディング・コンサートツアー参加
郷ひろみ、中西圭三、鈴木結女、鶴久政治、米光美保、TAISUKE、諸岡ケンジ、石田孝文、Wink、くま井ゆう子、奥井雅美、西野妙子、さとう珠緒、洞口桃子、諸星和己、緒方恵美、光田健一、遠藤久美子、小熊ゆかり、麻生よう子、白石さおり、太田貴子、山本優子、水野あおい、桑野信義、THE CONVOY、DOGGY BAG、華原朋美、中川晃教ほか

## ディスコグラフィ

### LUCKYS
- 「創意工夫」
- 「言語道断」
- 「拍手喝采」
- 「I」
- 「君と僕」（シングル）
- 「I」（VHS）
- 「LUCKYS」（DVD）

### ソロアルバム
- TIME (2005.04.08/パルディクス/PALD-0001)
- Movin'(2005.09.02/パルディクス/PALD-0003)
- 3(2008/8/6/パルディクス/POCE-3250)
- Voyage(2018/1/1/NCCD-0006)
- Traveling(2023/11/3/NCCD-0016)

### n/
- co.eternal-CREATE (2006.9/BBA/BBAR-0101)※エンジニアとして参加
- co.eternal-RETURN (2006.9/BBA/BBAR-0102)※エンジニアとして参加
- philosophy (2007.5/BBA)※短編絵本「イルカとクジラ」サウンドトラック。アーティスト名義は「n/ masayuki numai」

## その他
- n/のアルバム「philosophy」は、2007年の郷ひろみツアー「HIROMI GO CONCERT TOUR 2007♪Boom!Boom!Boom!」の開演前BGMとなっている。

## 所属事務所
- nuclearness合同会社